# Uvariodendron angustifolium
Espèce
Synonymes
- Uva angustifolia (Engl. & Diels) Kuntze[1]
- Uvaria angustifolia Engl. & Diels[1]

Uvariodendron angustifolium est une espèce de plantes à fleurs de la famille des Annonaceae originaire d'Afrique tropicale, observée du Ghana à l'ouest du Cameroun.